# Nebria rufescens
Nebria rufescens (лат.) — вид жуков-жужелиц из подсемейства плотинников. Распространён повсеместно в Европе, кроме Бенилюкса, Боснии и Герцеговины, Дании, Монако, Сан-Марино, Ватикана и островов (в том числе в Латвии и России), а также в Канаде и США. Живут под камнями, галькой и т. д., с краёв нагорных ручьёв и рек. Длина тела имаго 9—12 мм. Жуки чёрные.